# Мазь

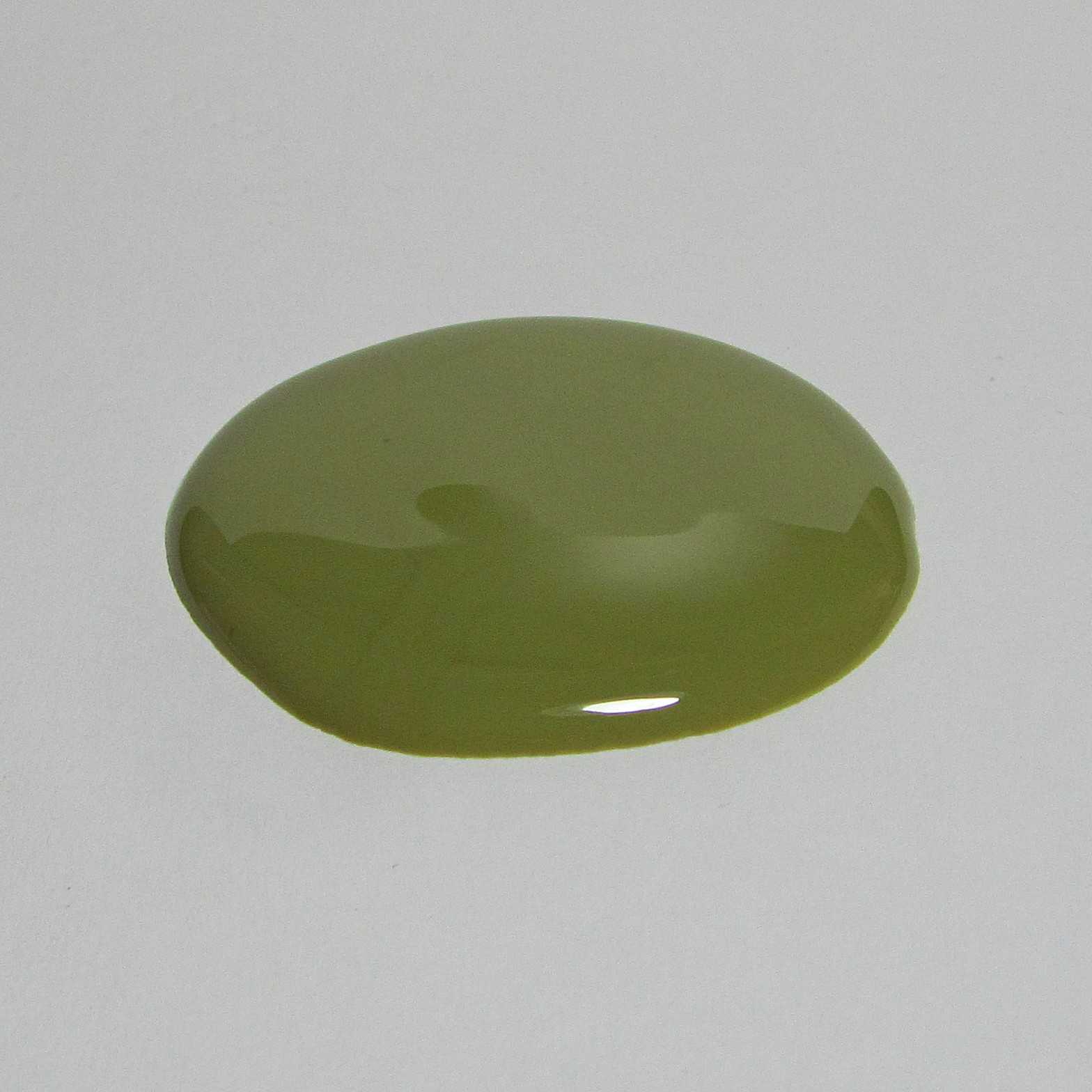
Мазь Вишневского

Мазь — мягкая лекарственная форма, предназначенная для нанесения на кожу, раны и слизистые оболочки и состоящая из основы и равномерно распределенных в ней лекарственных веществ.
По типу дисперсных систем мази подразделяют на гомогенные (сплавы, растворы), суспензионные, эмульсионные и комбинированные; в зависимости от консистентных свойств — на собственно мази, гели, линименты, пасты.
Мазь следует отличать от крема — эмульсии на масло-водяной основе.

## Технология производства
Для приготовления мазей используют разрешенные к медицинскому применению основы: липофильные — углеводородные (вазелин, сплавы углеводородов), жировые (природные, гидрогенизированные жиры и их сплавы с растительными маслами и жироподобными веществами), силиконовые и др.; гидрофильные — гели высокомолекулярных углеводов и белков (эфиры целлюлозы, крахмала, желатина, агара), гели неорганических веществ (бентонита), гели синтетических высокомолекулярных соединений (ПЭО, ПВП, полиакриламида) и др.; гидрофильно-липофильные — безводные сплавы липофильных основ с эмульгаторами (сплав вазелина с ланолином или другими эмульгаторами), эмульсионные основы типа в/м (сплав вазелина с водным ланолином, консистентная эмульсия вода/вазелин и др.) и м/в (в качестве эмульгаторов используют натриевые, калиевые, триэтаноламиновые соли жирных кислот, твин-80) и др.
В мази могут быть введены консерванты, ПАВ и другие вспомогательные вещества, разрешенные к медицинскому применению. Мази изготавливают на основе, указанной в частной фармакопейной статье.
При экстемпоральном изготовлении мази в случае отсутствия указания в рецепте, основу подбирают с учетом физико-химической совместимости компонентов мази. При отсутствии указаний на концентрации лекарственных веществ следует готовить мазь 10 %. Если мазь содержит лекарственные вещества списка А или Б, то указание их концентрации в рецепте обязательно. Жирорастворимые лекарственные вещества предварительно растворяют в расплаве липофильной основы или в липофильных компонентах сложных основ. Водорастворимые ЛВ растворяют в воде, являющейся составной частью мази, а затем смешивают с основой. При приготовлении мази на безводной основе, ЛВ растворяют в минимальном количестве воды, эмульгируют с равной массой безводного ланолина и смешивают с основой. Нерастворимые в основе ЛВ предварительно измельчают в наимельчайший порошок, растирая с половинным количеством от массы ЛВ предварительно расплавленной основы, если количество твердой фазы превышает 5 %, или с жидкостью, близкой по составу к основе (вазелиновое или жирное масло, вода или глицерин), если количество твердой фазы менее 5 %.Летучие вещества вводят в состав мазей в последнюю очередь при температуре не выше 40 °C.
При отсутствии указаний для глазных мазей применяют основу, состоящую из 10 частей безводного ланолина и 90 частей вазелина, не содержащего восстанавливающих веществ. Глазные мази должны быть стерильными.
Хранят мази в упаковке, обеспечивающей стабильность в течение указанного срока годности, в прохладном, защищенном от света месте, если нет других указаний в частных фармакопейных статьях.

### Пример технологии мази
В подогретую ступку отвешиваем 0,1 ментола, добавляем часть вазелина (около 1,0), растираем (температура не выше 40-45 °C), скребком переносим полученную мазь на край ступки. Отвешиваем в ступку 1,0 оксида цинка, добавляем 0,5 вазелинового масла (по правилу Дерягина — половина от массы вещества, дающего суспензию; вазелиновое масло используется, потому что содержание дисперсной фазы менее 5 %), растираем, добавляем ещё около 1,0 вазелина, растираем, также переносим скребком полученную мазь на край ступки. Отвешиваем в ступку 0,1 новокаина, растворяем в 1,5 мл воды (воду рассчитываем из ланолина, поскольку, если нет указания в рецепте, то мы должны взять 5,0 ланолина водного; нам известно, что в ланолине водном содержится 30 % воды, то есть в 5,0 — 1,5 мл, поэтому мы берём 1,5 мл воды и 3,5 ланолина безводного), растворяем. Добавляем ланолин безводный, оставшийся вазелин, эмульгируем раствор новокаина. Две заготовки мази, которые находились на крае ступки, переносим в ступку и смешиваем с мазью-эмульсией. К готовой мази добавляем 10 капель раствора адреналина гидрохлорида, аккуратно перемешиваем. Переносим мазь в банку для отпуска оранжевого стекла, оформляем к отпуску, наклеиваем этикетку «Наружное». Оформляем паспорт письменного контроля.

В этой сложной мази вазелин с ментолом дают мазь-раствор; оксид цинка с ланолином и вазелином — мазь-суспензию, а новокаин, раствор адреналина и ланолин — мазь-эмульсию.